# Limonium panormitanum
Limonium panormitanum är en triftväxtart som först beskrevs av Agostino Todaro, och fick sitt nu gällande namn av Sandro Alessandro Pignatti. Limonium panormitanum ingår i släktet rispar, och familjen triftväxter. Inga underarter finns listade i Catalogue of Life.